# Leucauge argyroaffinis
Leucauge argyroaffinis är en spindelart som beskrevs av Soares och Camargo 1948. Leucauge argyroaffinis ingår i släktet Leucauge och familjen käkspindlar. Inga underarter finns listade i Catalogue of Life.